# 九条加々丸
九条 加々丸（くじょう かかまる）は、室町時代前期の公卿。関白・九条満家の長男。

## 生涯
応永28年（1421年）、九条満家の長男として生まれる。しかし病弱で、20代になっても元服もしていなかった。そのため、満家の後を誰が継ぐのかで問題が発生した。
文安5年（1448年）10月に具合の悪かった満家は大和国にいる弟の経覚を京の屋敷に呼びよせた。そこで次期九条家家督として、満家の嫡男ではあるが28歳になっても未だに元服をしていない病弱の加々丸の10歳になる若君（九条政忠）か、満家の実子であり加々丸の弟にあたる4歳の茶々丸（九条政基）のどちらに家を継がせばよいかを問うたところ、思案した経覚はひとまず10歳の若君を家督とし、将来には茶々丸に家督を譲らせるということにすれば良いのではというと、満家はたいそう喜んでその通りにし、10歳の若君を満家の養子として家を継がせることとなった。
我が子が九条家の家督を継ぐ事となりこれを見届けた加々丸は、10月5日に教法院を戒師として出家の儀が執り行われた。この時、経覚より直綴が授けられている。これより以後、加々丸は北殿と呼ばれるようになる。
康正3年（1457年）1月20日、死去。

## 系譜
- 父：九条満家（1394-1449）
- 母：一条局
- 妻：堀川局
  - 男子：九条政忠（1440-1488）
  - 男子：覚尋